# Lautrec
Lautrec (en occitano Lautrèc) es una comuna francesa del departamento del Tarn en la región de Mediodía-Pirineos. Está clasificada en la categoría de les plus beaux villages de France, debido entre otras cosas a sus abundantes monumentos medievales.

## Demografía
| 1672 | 1508 | 1316 | 1503 | 1527 | 1554 |
| Para los censos de 1962 a 1999 la población legal corresponde a la población sin duplicidades (Fuente: INSEE [Consultar]) |      |      |      |      |      |